# 그란 투리스모 5
《그란 투리스모 5》(일본어: グランツーリスモ 5, Gran Turismo 5, GT5)는 그란 투리스모 레이싱 비디오 게임 시리즈 가운데 다섯 번째 게임이다. 폴리포니 디지털이 개발하고 소니 인터랙티브 엔터테인먼트가 배급한 이 게임은 2010년 11월 24일 플레이스테이션 3용으로 출시되었다. 게임의 플로로그 버전으로 확장하면서 플레이스테이션 3용으로 출시될 시리즈 중 최초의 게임이 되었다. 2013년 기준으로 최고 판매량을 보이는 PS3 게임들 가운데 하나이자 10,000,000본 이상 판매된 PS3 독점판이다.
이 게임은 최대 16명까지 지원하는 온라인 경주 시리즈 중 첫 번째 게임이다. 차량이 스탠더드 분류인지 프리미엄 분류인지에 따라 데미지 변화에 차이가 있다. 1,000대 이상의 차, 26개의 위치, 71개의 트랙을 게임에서 사용할 수 있다. 나이트 레이싱(Night racing) 모드도 돌아왔다.
그란 투리스모 시리즈 중 처음으로 세계 랠리 선수권 대회, NASCAR, 전일본 그랜드 투어링카 챔피언십 라이선스가 활용되었다.

## 평가
그란 투리스모 5는 게임 평론가들로부터 대체적으로 긍정적인 평가를 받았다.

### 수상
- 골든 조이스틱 어워드 2011 - 최고의 레이싱 게임 (우승)

## 같이 보기
- 심 레이싱